# Porvoon Butchers 2024
Questa voce raccoglie le informazioni riguardanti i Porvoon Butchers nelle competizioni ufficiali della stagione 2024.

## Maschile

### Prima squadra

#### Vaahteraliiga 2024

##### Stagione regolare
| Seinäjoki 17 maggio 2024, ore 17:30 1ª giornata | Seinäjoki Crocodiles | 34 – 16 (0-0 20-10 14-0 0-6) referto | Porvoon Butchers | Wirokit Stadion |

| Helsinki 24 maggio 2024, ore 18:30 2ª giornata | Helsinki Roosters | 28 – 7 (0-0 7-0 14-0 7-7) referto | Porvoon Butchers | Velodromo di Helsinki |

| Porvoo 2 giugno 2024, ore 16:30 3ª giornata | Porvoon Butchers | 50 – 13 (6-0 22-6 14-0 8-7) referto | Wasa Royals | Porvoon Keskuskenttä |

| Porvoo 8 giugno 2024, ore 16:30 4ª giornata | Porvoon Butchers | 7 – 21 (0-7 0-14 0-0 7-0) referto | Kuopio Steelers | Porvoon Keskuskenttä |

| Porvoo 13 giugno 2024, ore 18:30 5ª giornata | Porvoon Butchers | 46 – 0 (16-0 10-0 13-0 7-0) referto | Lohja Crusaders | Porvoon Keskuskenttä |

| Helsinki 28 giugno 2024, ore 18:30 6ª giornata | Helsinki Wolverines | 0 – 63 (0-21 0-14 0-14 0-14) referto | Porvoon Butchers | Velodromo di Helsinki |

| Kuopio 12 luglio 2024, ore 18:30 8ª giornata | Kuopio Steelers | 8 – 24 (0-14 0-0 0-10 8-0) referto | Porvoon Butchers | Väinölänniemen stadion |

| Lohja 18 luglio 2024, ore 18:30 9ª giornata | Lohja Crusaders | 6 – 65 (0-14 6-14 0-28 0-9) referto | Porvoon Butchers | Harjun kenttä |

| Porvoo 25 luglio 2024, ore 18:30 10ª giornata | Porvoon Butchers | 56 – 3 (21-0 14-3 14-0 7-0) referto | Helsinki Wolverines | Porvoon Keskuskenttä |

| Vaasa 10 agosto 2024, ore 16:30 12ª giornata | Wasa Royals | 7 – 14 (0-0 0-7 0-0 7-7) referto | Porvoon Butchers | Kaarlen kenttä |

| Porvoo 15 agosto 2024, ore 18:00 13ª giornata | Porvoon Butchers | 14 – 21 (0-7 7-0 7-0 0-14) referto | Helsinki Roosters | Porvoon Keskuskenttä |

| Porvoo 24 agosto 2024, ore 16:30 14ª giornata | Porvoon Butchers | 17 – 14 (3-7 3-0 0-7 11-0) referto | Seinäjoki Crocodiles | Porvoon Keskuskenttä |

##### Playoff
| Helsinki 1º settembre 2024, ore 14:00 Semifinale | Helsinki Roosters | 41 – 14 (14-0 20-7 0-0 7-7) referto | Porvoon Butchers | Velodromo di Helsinki |

#### Statistiche di squadra
| Competizione      | %Vittorie | In casa | In casa | In casa | In casa | In casa | In casa | In trasferta | In trasferta | In trasferta | In trasferta | In trasferta | In trasferta | Totale | Totale | Totale | Totale | Totale | Totale |
| Competizione      | %Vittorie | G       | V       | N       | P       | Pf      | Ps      | G            | V            | N            | P            | Pf           | Ps           | G      | V      | N      | P      | Pf     | Ps     |
| ----------------- | --------- | ------- | ------- | ------- | ------- | ------- | ------- | ------------ | ------------ | ------------ | ------------ | ------------ | ------------ | ------ | ------ | ------ | ------ | ------ | ------ |
| Stagione regolare | .667      | 6       | 4       | 0       | 2       | 190     | 72      | 6            | 4            | 0            | 2            | 189          | 83           | 12     | 8      | 0      | 4      | 379    | 155    |
| Playoff           | .000      | 0       | 0       | 0       | 0       | 0       | 0       | 1            | 0            | 0            | 1            | 14           | 41           | 1      | 0      | 0      | 1      | 14     | 41     |
| Totale            | .615      | 6       | 4       | 0       | 2       | 190     | 72      | 7            | 4            | 0            | 3            | 203          | 124          | 13     | 8      | 0      | 5      | 393    | 196    |

#### Statistiche personali

##### Marcatori
| Giocatore | Ruolo | TD rush | TD recv | TD int | TD p.ret | TD k.ret | TD oth | Xp1  | Xp2 | FG | Saf | Totale |
| --------- | ----- | ------- | ------- | ------ | -------- | -------- | ------ | ---- | --- | -- | --- | ------ |
| Kyei      |       | 8       | 3       | 0      | 0        | 0        | 0      | 0    | 0   | 0  | 0   | 66     |
| Minkkinen |       | 0       | 0       | 0      | 0        | 0        | 0      | 40+2 | 0   | 5  | 0   | 57     |
| Eerola    |       | 0       | 9       | 0      | 0        | 0        | 0      | 0    | 1   | 0  | 0   | 56     |
| Cofield   |       | 2       | 7       | 0      | 0        | 0        | 0      | 0    | 0   | 0  | 0   | 54     |
| Seppänen  |       | 0       | 6+1     | 0      | 0        | 0        | 0      | 0    | 3   | 0  | 0   | 48     |
| Hirvonen  |       | 5       | 0       | 0      | 0        | 0        | 0      | 0    | 0   | 0  | 0   | 30     |
| Wright    |       | 0       | 0       | 2      | 2        | 0        | 0      | 0    | 0   | 0  | 0   | 24     |
| Nguyen    |       | 0       | 2       | 0      | 0        | 0        | 0      | 0    | 0   | 0  | 0   | 12     |
| Gwinner   |       | 1       | 0       | 0      | 0        | 0        | 0      | 0    | 1   | 0  | 0   | 8      |
| Nuikka    |       | 0       | 0       | 1      | 0        | 0        | 0      | 0    | 0   | 0  | 1   | 8      |
| Fiskari   |       | 1       | 0       | 0      | 0        | 0        | 0      | 0    | 0   | 0  | 0   | 6      |
| Paananen  |       | 0       | 0       | 1      | 0        | 0        | 0      | 0    | 0   | 0  | 0   | 6      |
| Sylvestre |       | 0       | 0       | 0+1    | 0        | 0        | 0      | 0    | 0   | 0  | 0   | 6      |
| Mäntymäki |       | 0       | 0       | 0      | 0        | 0        | 0      | 0    | 1   | 0  | 0   | 2      |
| Team      |       | 0       | 0       | 0      | 0        | 0        | 0      | 0    | 0   | 0  | 1   | 2      |

##### Passer rating
| Giocatore | G    | Att    | Comp   | Int | Yds      | TD   | NFL   | NCAA   |
| --------- | ---- | ------ | ------ | --- | -------- | ---- | ----- | ------ |
| Gwinner   | 12+1 | 366+32 | 206+15 | 8+3 | 2477+191 | 26+1 | 87,37 | 128,70 |
| Vahla     | 3    | 5      | 2      | 0   | 29       | 1    |       |        |
| Seppänen  | 2    | 2      | 1      | 0   | 27       | 0    |       |        |
| Wright    | 2    | 2      | 0      | 0   | 0        | 0    |       |        |

### Seconda squadra

#### III-divisioona 2024

##### Stagione regolare
| Porvoo 9 giugno 2024, ore 12:00 1ª giornata | Porvoon Teurastajat | 60 – 0 referto | Lappeenranta Razorbacks | Lukiokadun pallokenttä |

| Porvoo 9 giugno 2024, ore 16:00 1ª giornata | Joensuu Wolves | 8 – 50 referto | Porvoon Teurastajat | Lukiokadun pallokenttä |

| Joensuu 6 luglio 2024, ore 12:00 2ª giornata | Porvoon Teurastajat | 44 – 26 referto | Joensuu Wolves | Mehtimäen tekonurmi |

| Joensuu 6 luglio 2024, ore 14:00 2ª giornata | Malmi Blaze | 16 – 44 (8-28 8-16) referto | Porvoon Teurastajat | Mehtimäen tekonurmi |

| Helsinki 20 luglio 2024, ore 14:00 3ª giornata | Lappeenranta Razorbacks | 0 – 82 (0-44 0-38) referto | Porvoon Teurastajat | POHU Areena |

| Helsinki 20 luglio 2024, ore 16:00 3ª giornata | Porvoon Teurastajat | 68 – 0 referto | Malmi Blaze | POHU Areena |

##### Playoff
| Porvoo 25 agosto 2024, ore 11:00 Semifinale | Porvoon Teurastajat | 64 – 6 (34-0 30-6) referto | Malmi Blaze | Porvoon pallokenttä |

| Porvoo 25 agosto 2024, ore 17:00 Äijämalja | Porvoon Teurastajat | 42 – 16 (28-8 14-8) referto | Joensuu Wolves | Porvoon pallokenttä |

#### Statistiche di squadra
| Competizione      | %Vittorie | In casa | In casa | In casa | In casa | In casa | In casa | In trasferta | In trasferta | In trasferta | In trasferta | In trasferta | In trasferta | Totale | Totale | Totale | Totale | Totale | Totale |
| Competizione      | %Vittorie | G       | V       | N       | P       | Pf      | Ps      | G            | V            | N            | P            | Pf           | Ps           | G      | V      | N      | P      | Pf     | Ps     |
| ----------------- | --------- | ------- | ------- | ------- | ------- | ------- | ------- | ------------ | ------------ | ------------ | ------------ | ------------ | ------------ | ------ | ------ | ------ | ------ | ------ | ------ |
| Stagione regolare | 1.000     | 3       | 3       | 0       | 0       | 172     | 26      | 3            | 3            | 0            | 0            | 176          | 24           | 6      | 6      | 0      | 0      | 348    | 50     |
| Playoff           | 1.000     | 2       | 2       | 0       | 0       | 106     | 22      | 0            | 0            | 0            | 0            | 0            | 0            | 2      | 2      | 0      | 0      | 106    | 22     |
| Totale            | 1.000     | 5       | 5       | 0       | 0       | 278     | 48      | 3            | 3            | 0            | 0            | 176          | 24           | 8      | 8      | 0      | 0      | 454    | 72     |